# Let’s Talk About Love (Modern-Talking-Album)
Let's Talk About Love ist das zweite Studioalbum des deutschen Popduos Modern Talking. Der Untertitel lautet The 2nd Album. Es erschien im Oktober 1985 bei BMG/Hansa.

## Geschichte und Inhalt
Nach dem Erfolg von The 1st Album – bis zum Herbst wurden über eine Million Platten verkauft – wurde bereits ein halbes Jahr später das zweite Album des Popduos veröffentlicht. Dieter Bohlen hatte zu diesem Zeitpunkt bereits über 1.000 Stücke geschrieben, auch für verschiedene andere Interpreten. Die erste Auskopplung Cheri, Cheri Lady erschien vorab Anfang September 1985 und schaffte es bis an die Spitze der deutschen Singlecharts, wo sie vier Wochen blieb.
Alle Stücke auf dem Album wurden von Dieter Bohlen geschrieben, Thomas Anders sang. Sie weisen zumeist eine Geschwindigkeit von 120 Schlägen die Minute auf, bei einigen Stücken handelt es sich auch um Balladen. Inhaltlich handeln die Titel meist vom Thema Liebe und Romanzen.

## Gestaltung
Für die Gestaltung war erneut Manfred Vormstein verantwortlich. Andreas Grassl und Gerd Tratz steuerten Photographien bei. Das Cover zeigt verschiedenfarbige Glaskugeln auf einem perspektivisch verzerrten schachbrettartigen Muster.

## Titelliste
| Nr. | Titel                          | Autor(en)     | Produzent(en) | Länge |
| --- | ------------------------------ | ------------- | ------------- | ----- |
| 1   | Cheri, Cheri Lady              | Dieter Bohlen | Dieter Bohlen | 3:45  |
| 2   | With a Little Love             | Dieter Bohlen | Dieter Bohlen | 3:33  |
| 3   | Wild Wild Water                | Dieter Bohlen | Dieter Bohlen | 4:17  |
| 4   | You're the Lady of My Heart    | Dieter Bohlen | Dieter Bohlen | 3:18  |
| 5   | Just Like an Angel             | Dieter Bohlen | Dieter Bohlen | 3:13  |
| 6   | Heaven Will Know               | Dieter Bohlen | Dieter Bohlen | 4:01  |
| 7   | Love Don't Live Here Anymore   | Dieter Bohlen | Dieter Bohlen | 4:20  |
| 8   | Why Did You Do It Just Tonight | Dieter Bohlen | Dieter Bohlen | 4:21  |
| 9   | Don't Give Up                  | Dieter Bohlen | Dieter Bohlen | 3:18  |
| 10  | Let's Talk About Love          | Dieter Bohlen | Dieter Bohlen | 3:53  |

## Kritiken
Der Spiegel sprach von „zuckrigen“ Kompositionen Bohlens.

## Kommerzieller Erfolg

### Chartplatzierungen
Das Album wurde erneut zu einem Verkaufserfolg. Es erreichte Platz zwei in Deutschland – wo es 43 Wochen chartnotiert blieb –, Platz vier in Österreich und Platz eins in der Schweiz. Auch in den Niederlanden und Skandinavien wurden hohe Chartplatzierungen verzeichnet. Von Let's Talk About Love wurden bereits bis Anfang November 1985 250.000 Exemplare verkauft. In Skandinavien war es das Album mit den höchsten Vorbestellungen seit den Alben von Abba. 
| ChartsChartplatzierungen | Höchstplatzierung | Wochen/ Monate |
| ------------------------ | ----------------- | -------------- |
| Deutschland (GfK)        | 2 (43 Wo.)        | 43 Wo.         |
| Österreich (Ö3)          | 4 (6 Mt.)         | 6 Mt.          |
| Schweiz (IFPI)           | 1 (19 Wo.)        | 19 Wo.         |

| ChartsJahrescharts (1986) | Platzierung |
| ------------------------- | ----------- |
| Deutschland (GfK)         | 17          |
| Österreich (Ö3)           | 27          |
| Schweiz (IFPI)            | 27          |

### Auszeichnungen für Musikverkäufe
| Land/Region           | Auszeichnungen für Musikverkäufe (Land/Region, Auszeichnung, Verkäufe) | Verkäufe |
| --------------------- | ---------------------------------------------------------------------- | -------- |
| Deutschland (BVMI)    | Platin                                                                 | 500.000  |
| Hongkong (IFPI/HKRIA) | Gold                                                                   | 10.000   |
| Österreich (IFPI)     | Platin                                                                 | 50.000   |
| Spanien (Promusicae)  | Gold                                                                   | 50.000   |
| Insgesamt             | 2× Gold · 2× Platin ·                                                  | 610.000  |